# Stazione di Hayes
La stazione di Hayes è la stazione capolinea della ferrovia Lewisham-Hayes, a servizio del quartiere omonimo, nel borgo londinese di Bromley.

## Movimento
Hayes è un nodo ferroviario con servizi ferroviari locali operati da Southeastern.

## Interscambi
Nelle vicinanza della stazione ferroviaria effettuano fermata alcune linee automobilistiche urbane, gestite da London Buses.
- Fermata autobus